# Beau-Rivage

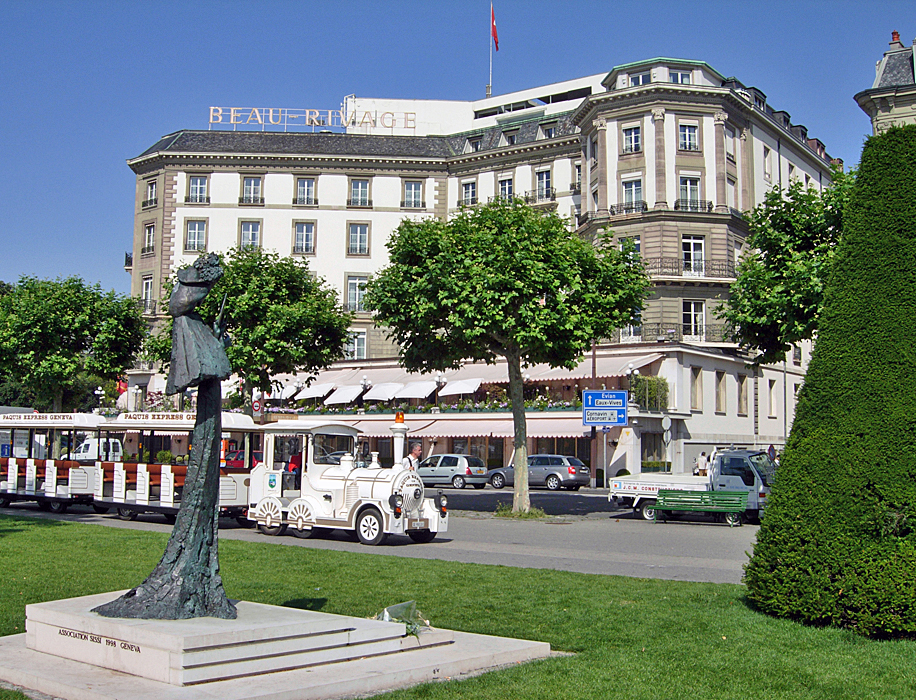
Beau-Rivage in Genf

Das Beau-Rivage (französisch: schönes Ufer) ist ein Luxushotel in Genf in der Schweiz. Es liegt am Quai du Mont Blanc, direkt am Ufer des Genfersees. 
Es gehört zum Verbund The Leading Hotels of the World und ist Mitglied im Hotelverbund Swiss Deluxe Hotels.

## Geschichte
Das Beau-Rivage ist das älteste Hotel in Genf, das sich in privater Hand befindet. Es wurde 1865 von Jean-Jacques Mayer aus Schwaben und seiner Ehefrau aus Hannover gegründet. 
Bis 2021 wurde es in fünfter Generation von ihrem Ur-Urenkel Jacques Mayer geleitet. Während seiner 21 Jahren an der Spitze des Beau-Rivage liess Gründer Jean-Jacques Mayer unter anderem 1873 den ersten hydraulischen Lift in der Schweiz einbauen – einer von nur dreien weltweit zu dieser Zeit. Geliefert wurde der Lift vom Pariser Ingenieur Léon Edoux, der auch für die Aufzüge im Eiffelturm verantwortlich war. 
Im Beau-Rivage waren viele prominente Persönlichkeiten wie der Kaiser von Japan, der Dalai Lama oder Eleanor Roosevelt und Roger Moore zu Gast. Zum Ende des Ersten Weltkriegs kochte in Genf der Hass auf die Deutschen hoch. Ein vermuteter deutscher Spion, der sich laut dem LPS-Politiker Frédéric Jules de Rabours im Hotel aufhielt, wurde von einer aufgebrachten Menge, die das Hotel am 19. Juni 1917 belagerte, nicht gefunden, obwohl de Rabours dies gleichentags in einer flammenden Rede behauptet hatte. Die Menge zog zum deutschen Konsulat weiter, das leicht beschädigt wurde.
Das Beau-Rivage hat heute 52 Gästezimmer und 43 Suiten, eine Bar, zwei Restaurants, eine Sommerterrasse, sechs Veranstaltungsräume, sowie einen Wellness- und Fitnessbereich mit Whirlpool, Dampfdusche und Sauna. International bekannt ist das Haus für seinen exquisiten Weinkeller. Die Küche kann Mahlzeiten für bis zu 1200 Personen bereiten.
Im Dezember 2020 übergaben die Eigentümer alle Anteile des Hotels an die spanische Hotel- und Immobiliengruppe Casacuberta in Barcelona. Seit 2021 führt Robert P. Herr das Haus.
Während der Genfer Uhrenmessen wird das Hotel Beau-Rivage zum pulsierenden Zentrum der Haute Horlogerie. Sammler, Marken und Kenner treffen sich in den eleganten Salons und umgewandelten Suiten.

## Restaurant
Im Gourmet-Restaurant Le Chat-Botté (französisch: Der gestiefelte Kater) kochte ab 1992 Dominique Gauthier. Das Restaurant ist seit 2011 mit einem Michelinstern ausgezeichnet. Seit September 2023 ist Mathieu Croze Küchenchef.

## Verstorbene Gäste

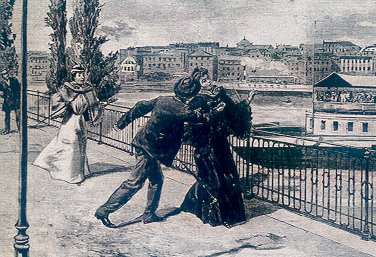
Attentat auf Kaiserin Elisabeth (Sisi)

1873 starb Herzog Karl II. im Hotel Beau-Rivage, einem seiner Rückzugsorte im Exil.
Die österreichische Kaiserin Elisabeth (Sisi) verbrachte die letzte Nacht ihres Lebens im Hotel. Sie erreichte Genf am 9. September 1898 und logierte inkognito als Gräfin von Hohenems in der heutigen Suite 119/120. Am 10. September wollte sie nach Caux weiterreisen, auf dem Weg zum Schiff stach sie der Anarchist Luigi Lucheni nieder. Als man an Bord ihre Verletzungen bemerkte, brachte man sie ins Hotel zurück, wo sie noch am selben Tag ihren Verletzungen erlag.
Am 11. Oktober 1987 wurde Uwe Barschel, der während der Barschel-Affäre kurz zuvor als Ministerpräsident Schleswig-Holsteins zurückgetreten war, tot in der Badewanne aufgefunden. Die Zeitschrift Stern veröffentlichte ein Foto der Leiche – in Hemd und Krawatte im Wasser – auf dem Titel. Die damalige Zimmernummer 317 gibt es heute nicht mehr.

## Rezeption in der Belletristik
Die Erzählung in Nora Bossongs Roman Schutzzone (2019) beginnt im Beau-Rivage.

## Film
- Hotel-Legenden – Das Beau-Rivage in Genf. ARD-Dokumentationsreihe, Sendung vom 24. August 2020, 45 Min.
- Legendäre Hotels. Geschichte, Glanz und Gloria. ZDF-Dokumentation 2023, Sendung vom 3. Dezember 2023, 45 Min.